# Clemente Gracia
 (août 2017).
Si vous disposez d'ouvrages ou d'articles de référence ou si vous connaissez des sites web de qualité traitant du thème abordé ici, merci de compléter l'article en donnant les références utiles à sa vérifiabilité et en les liant à la section « Notes et références ».
José-Clemente Gracia Bosch, plus connu comme Clemente Gracia, né le 5 février 1897 à Barcelone (Catalogne, Espagne) et mort le 6 mars 1981 dans la même ville, est un footballeur espagnol qui jouait au poste d'attaquant. Il marque 59 buts lors de la saison 1921-1922 avec le FC Barcelone.

## Biographie
Clemente Gracia commence sa carrière au Terrassa FC. Lors de la saison 1917-1918, il est le meilleur buteur du RCD Espanyol qui remporte le championnat de Catalogne. En 1919, avec le gardien Ricardo Zamora, il rejoint le FC Barcelone. Aux côtés de Vicente Piera, Vicente Martínez, Paulino Alcántara et Emilio Sagi-Barba il constitue une des meilleures attaques de l'histoire du Barça.
La saison 1921-1922 est la meilleure de sa carrière. Avec le Barça, il remporte le championnat de Catalogne et la Coupe d'Espagne inscrivant un des buts en finale contre Real Unión. Il marque 59 buts en 50 matchs (35 en matchs amicaux, 19 dans le championnat de Catalogne et 5 en Coupe d'Espagne). Ce record n'est battu que par Lionel Messi neuf décennies plus tard.
Clemente Gracia joue au FC Barcelone pendant cinq saisons (1919-1924) durant lesquelles il remporte cinq championnats de Catalogne et deux Coupes d'Espagne (1920 et 1922). Il marque en tout 161 buts en 151 matchs avec le Barça. Son jeu de tête était particulièrement efficace.
Il était officier de la police municipale de Barcelone.

## Palmarès
Avec le FC Barcelone :
- Vainqueur de la Coupe d'Espagne en 1920 et 1922
- Champion de Catalogne en 1919, 1920, 1921, 1922 et 1924